# Kuolemanlaakso
Kuolemanlaakso ist eine finnische Death-Doom-Band aus Kuopio und Helsinki, die im Jahr 2010 gegründet wurde. Der Bandname entstand durch die Übersetzung des Namens Death Valley.

## Geschichte
Die Band wurde im Frühling 2010 gegründet und war zunächst ein Soloprojekt des Gitarristen Markus Laakso. Er nahm ein erstes Demo auf, das vier Lieder enthielt, jedoch nie offiziell veröffentlicht wurde. Durch die positiven Reaktionen der Musikerkollegen, denen er das Demo vorspielte, beschloss er das Bandprojekt fortzusetzen und weitere Mitglieder in die Band zu bringen. Den Gesang übernahm Mikko Kotamäki (Swallow the Sun, Barren Earth), die E-Gitarre spielte Savon „Kouta“ Surma, den Bass Tuomo „Usva“ Räisänen und das Schlagzeug Toni „Tiera“ Ronkainen (Discard). Im Februar 2012 begab sich die Band in das Woodshed Studio in Deutschland, das von V. Santura von Triptykon und Dark Fortress geleitet wurde. Dort nahm die Band ihr Debütalbum Uljas uusi maailma auf, das Santura mit produzierte, es abmischte, masterte und zudem einige Gitarrenpassagen beisteuerte. Das Album wurde noch im selben Jahr veröffentlicht und erreichte Position 42 in den finnischen Albumcharts. Der Veröffentlichung folgten diverse Konzerte in ganz Finnland, sowie ein Auftritt auf dem Tuska Open Air Metal Festival im Jahr 2013. 2012 begab sich die Band zudem erneut mit Santura in das Woodshed Studio, um eine EP aufzunehmen, die im November 2012 bei Svart Records erschien. Die EP enthielt neben zwei eigenen Liedern auch eine Coverversion des titelgebenden Juice-Leskinen-Liedes. Bei demselben Label erschien im Februar 2014 das zweite Album Tulijoutsen.
Am 4. März 2022 erschien dann nach den drei Singleauskopplungen Katkeruuden malja, Tulessakävelijä und Surusta meri Soulainen das fünfte mit Kuusumu betitelte Studioalbum. Es handelt von einer Klimaanomalie, die im Jahre 536 als Folge von Vulkanausbrüchen begann, einen mehrjährigen Winter samt Hungersnöten und Massensterben nach sich zog und in Form des Fimbulwinters sogar in die nordische Mythologie eingegangen sein soll.

## Stil
Laut metalfromfinland.com sei Laakso anfangs durch Eparistera Daimones von Triptykon beeinflusst worden. Die Texte seien auf Finnisch und seien durch Eino Leinos Gedichtsammlung Helkavirsiä inspiriert worden. Laut Olaf Schmidt von Laut.de spiele die Band auf Tulijoutsen eine Mischung aus Death- und Doom-Metal, wobei es jedoch, anders als bei anderen Bands des Genres, nicht an Abwechslungsreichtum fehle. Zudem seien auch klangliche Parallelen zu Kotamäkis anderen Bands Swallow the Sun und Barren Earth hörbar. Vor allem die zweite Hälfte des Albums sei experimenteller, da sie akustische Gitarren, weiblichen Gesang und Moog-Synthesizer, was an Amorphis erinnere, enthalten würde.

## Diskografie
- 2012: Uljas uusi maailma (Album, Svart Records)
- 2013: Musta aurinko nousee (EP, Svart Records)
- 2014: Tulijoutsen (Album, Svart Records)
- 2016: M. Laakso (Album, Svart Records)
- 2022: Kuusumu (Album, Svart Records)
- 2022: Kuolleiden laulu EP (EP, Svart Records)